# Ophiacantha pacata
Ophiacantha pacata är en ormstjärneart som beskrevs av Jean Baptiste François René Koehler 1922. Ophiacantha pacata ingår i släktet Ophiacantha och familjen knotterormstjärnor. Inga underarter finns listade i Catalogue of Life.